# Rhaphium viklundi
Rhaphium viklundi är en tvåvingeart som beskrevs av Grichanov 2004. Rhaphium viklundi ingår i släktet Rhaphium och familjen styltflugor.
Artens utbredningsområde är Sverige. Arten är reproducerande i Sverige. Inga underarter finns listade i Catalogue of Life.